# Ancy-le-Libre
Ancy-le-Libre és un municipi francès, situat al departament del Yonne i a la regió de Borgonya - Franc Comtat. L'any 2007 tenia 176 habitants.

## Demografia

### Població
El 2007 la població de fet d'Ancy-le-Libre era de 176 persones. Hi havia 88 famílies, de les quals 36 eren unipersonals (28 homes vivint sols i 8 dones vivint soles), 32 parelles sense fills, 16 parelles amb fills i 4 famílies monoparentals amb fills.
La població ha evolucionat segons el següent gràfic:
Habitants censats

### Habitatges
El 2007 hi havia 127 habitatges, 83 eren l'habitatge principal de la família, 32 eren segones residències i 11 estaven desocupats. Tots els 126 habitatges eren cases. Dels 83 habitatges principals, 74 estaven ocupats pels seus propietaris, 8 estaven llogats i ocupats pels llogaters i 1 estava cedit a títol gratuït; 6 tenien dues cambres, 10 en tenien tres, 27 en tenien quatre i 40 en tenien cinc o més. 77 habitatges disposaven pel capbaix d'una plaça de pàrquing. A 36 habitatges hi havia un automòbil i a 35 n'hi havia dos o més.

### Piràmide de població
La piràmide de població per edats i sexe el 2009 era:
| Homes | Edats   | Dones |
| ----- | ------- | ----- |
| 0     | 95 o +  | 0     |
| 0     | 90 a 94 | 4     |
| 0     | 85 a 89 | 0     |
| 12    | 80 a 84 | 4     |
| 4     | 75 a 79 | 8     |
| 8     | 70 a 74 | 8     |
| 12    | 65 a 69 | 8     |
| 4     | 60 a 64 | 4     |
| 0     | 55 a 59 | 0     |
| 8     | 50 a 54 | 8     |
| 8     | 45 a 49 | 4     |
| 16    | 40 a 44 | 8     |
| 0     | 35 a 39 | 8     |
| 4     | 30 a 34 | 0     |
| 4     | 25 a 29 | 4     |
| 0     | 20 a 24 | 0     |
| 0     | 15 a 19 | 0     |
| 4     | 10 a 14 | 4     |
| 0     | 5 a 9   | 4     |
| 4     | 0 a 4   | 4     |

## Economia
El 2007 la població en edat de treballar era de 107 persones, 82 eren actives i 25 eren inactives. De les 82 persones actives 74 estaven ocupades (45 homes i 29 dones) i 8 estaven aturades (3 homes i 5 dones). De les 25 persones inactives 11 estaven jubilades, 6 estaven estudiant i 8 estaven classificades com a «altres inactius».

### Ingressos
El 2009 a Ancy-le-Libre hi havia 90 unitats fiscals que integraven 200 persones, la mediana anual d'ingressos fiscals per persona era de 18.194,5 €.

### Activitats econòmiques
Dels 9 establiments que hi havia el 2007, 1 era d'una empresa de fabricació d'altres productes industrials, 1 d'una empresa de construcció, 1 d'una empresa d'hostatgeria i restauració, 2 d'empreses financeres, 1 d'una empresa immobiliària, 2 d'empreses de serveis i 1 d'una empresa classificada com a «altres activitats de serveis».
L'únic servei als particulars que hi havia el 2009 era una empresa de construcció.
L'any 2000 a Ancy-le-Libre hi havia 5 explotacions agrícoles que ocupaven un total de 835 hectàrees.

## Poblacions més properes
El següent diagrama mostra les poblacions més properes.